# September (Hurum)
September is een gedicht van Hans Vilhelm Kaalund. Het gedicht omschrijft de maand september. De zomer is voorbij; de lucht is nog licht en het brengt de geest tot rust.
Tekst:
Her hvor den græsrie Slette støder til Strandenes Næs. vil jeg på Skrænten kig sætte dybt i det bolgende Græs.
Efterårstiden nu kommer, Svalerne flokker sig. Nordiske hælaende Sommer, O, hvor fortryller du mig!
Snarlig du Afsked tager og Skoven er dunkelgrøn. End dine yndige Dage dog Sletternes Søn.
Vinden fra havet mig koler medens jeg ungdomsfro sidder ved stranden føler Sjælens forklarede Ro.
De Noorse componist Alf Hurum schreef er een toonzetting bij. Binnen het toch al kleine oeuvre van de Noor, bleef het alleen in manuscriptvorm en dus ook zonder opusnummer. 